# Mirosław Kapciuch
Mirosław Kapciuch (ur. 21 lipca 1928 w miejscowości Zakrucin, zm. 25 września 1996 w Warszawie) – pułkownik pilot Sił Zbrojnych Polskiej Rzeczypospolitej Ludowej, szef Wojsk Lotniczych Dowództwa Wojsk Obrony Powietrznej Kraju (1979-1984).

## Życiorys
Urodził się w miejscowości Zakrucin koło Brześcia nad Bugiem. Przed wojną ukończył siedem klas szkoły powszechnej. W latach 1948-1951 słuchacz Oficerskiej Szkoły Lotniczej w Dęblinie, którą ukończył w lipcu 1951 w stopniu chorążego. Pierwszy przydział otrzymał do 40 pułku lotnictwa myśliwskiego, gdzie służył do grudnia 1951. Następnie został dowódcą klucza lotniczego w 39 pułku lotnictwa myśliwskiego. Od sierpnia był dowódcą eskadry lotniczej w tym pułku. W listopadzie 1952 został przeniesiony do 25 pułku lotnictwa myśliwskiego w Pruszczu Gdańskim, gdzie był kolejno dowódcą eskadry lotniczej, pomocnikiem dowódcy pułku do spraw pilotażu (wrzesień 1953 - sierpień 1954) oraz dowódcą pułku (sierpień 1954 - październik 1957).
W latach 1957-1959 ukończył Kurs Doskonalenia Oficerów - Dowódców Pułków w ZSRR. Po powrocie do kraju był kolejno dowódcą 39 pułku lotnictwa myśliwskiego (1957-1959), starszym inspektorem lotnictwa myśliwskiego w Dowództwie 3 Korpusie Obrony Przeciwlotniczej Obszaru Kraju (1959-1961) oraz dowódcą 62 pułku lotnictwa myśliwskiego OPK w Poznaniu. W listopadzie 1963 roku został zastępcą szefa lotnictwa myśliwskiego w 3 Korpusie Obrony Powietrznej Kraju, a w latach 1964-1967 był szefem lotnictwa myśliwskiego w tym korpusie. Od sierpnia 1967 do lipca 1971 studiował w Wojskowej Akademii Lotniczej w Monino w ZSRR. Po studiach przyjął obowiązki szefa Oddziału Szkolenia Lotniczego (1971-1972),  a następnie zastępcy szefa Wojsk Lotniczych w Dowództwie Wojsk Obrony Powietrznej Kraju w Warszawie (1972-1979). W 1976 ukończył Wyższy Kurs Akademicki w Akademii Obrony Powietrznej w Kalininie w ZSRR. Od marca 1979 do października 1984 był szefem Wojsk Lotniczych w Dowództwie Wojsk Obrony Powietrznej Kraju. W 1984 roku przeszedł w stan spoczynku.
Pilot wojskowy I klasy. Jego nalot ogólny wynosił ponad 2000 godzin.

## Odznaczenia
- Order Sztandaru Pracy II klasy (1983)
- Krzyż Oficerski Orderu Odrodzenia Polski (1973)
- Krzyż Kawalerski Orderu Odrodzenia Polski (1963)
- Złoty Krzyż Zasługi (1956)
- Złoty Medal „Siły Zbrojne w Służbie Ojczyzny”
- Srebrny Medal „Siły Zbrojne w Służbie Ojczyzny”
- Brązowy Medal „Siły Zbrojne w Służbie Ojczyzny”
- Złoty Medal „Za zasługi dla obronności kraju”
- Srebrny Medal „Za zasługi dla obronności kraju”
- Brązowy Medal „Za zasługi dla obronności kraju”
- Odznaka i Tytuł "Zasłużony Pilot Wojskowy PRL" - 1978
- inne medale i odznaczenia

## Źródła
- Józef Zieliński: Dowódcy pułków lotnictwa polskiego 1921-2012. Warszawa: Bellona, 2015, s. 183-184. ISBN 978-83-11-13990-9. OCLC 924867180.